# Индуцированное расслоение
Индуцированное расслоение — расслоение
{\displaystyle f^{*}(\pi )\colon E'\to B'}, индуцированное отображением {\displaystyle f\colon B'\to B}
и расслоением {\displaystyle \pi \colon E\to B}, где {\displaystyle E'} — подпространство
прямого произведения {\displaystyle B'\times E}, состоящее из пар {\displaystyle (b',e)},
для которых {\displaystyle f(b')=\pi (e)}, и {\displaystyle f^{*}(\pi )\colon (b',e)\mapsto b'}.
При этом следующая коммутативная диаграмма образует декартов квадрат:

## Свойства
- Отображение {\displaystyle F\colon E'\to E} индуцированного расслоения в исходное расслоение, определённое формулой {\displaystyle F(b',e)=e}, является морфизмом расслоений, накрывающим {\displaystyle f}.
  - Для каждой точки {\displaystyle b'\in B'} ограничения на слой является гомеоморфизмами.
- Для любого расслоения {\displaystyle \eta \colon X\to B'} и морфизма {\displaystyle H:\eta \to \pi }, накрывающего {\displaystyle f}, существует один и только один морфизм {\displaystyle K:\eta \to f^{*}(\pi )}, удовлетворяющий соотношениям
{\displaystyle FK=H}
{\displaystyle f*(\pi )K=\eta }.
- Расслоения, индуцированные изоморфными расслоениями, изоморфны, расслоение, индуцированное постоянным отображением, изоморфно тривиальному.
- Для любого сечения {\displaystyle s} расслоения {\displaystyle \pi } отображение {\displaystyle \sigma \colon B'\to E'}, определённое формулой {\displaystyle \sigma (b')=(b',sf(b'))}, является сечением индуцированного расслоения {\displaystyle f^{*}(\pi )} и удовлетворяет соотношению {\displaystyle F\sigma =sf}.